# Церковь Успения Божией Матери (Нахичевань-на-Дону)
Церковь Сурб Аствацацин (церковь Успения Божией Матери) — первый армянский храм города Нахичевани-на-Дону (ныне в составе Пролетарского района Ростова-на-Дону). Церковь была снесена в 1930-х годах.

## История
Деревянная армянская церковь Сурб Аствацацин была построена уже в 1780 году — на следующих год после основания города. В этой церкви освящали закладные камни для остальных армянских храмов города. 14 апреля 1781 года в храме торжественно освятили четыре краеугольных камня, которые были затем установлены на четырёх углах города. Согласно сведениям из рукописи «Давтар» Иосифа Аргутинского, новый храм Успения Божией Матери был заложен в 1781 году, и его строительство было завершено не позднее 1787 года. Строительство третьего храма началось 18 мая 1819 года.
Церковь располагалась на 1-й Успенской (Пролетарской) улице в районе современного дома № 2. Трёхпрестольный храм изначально имел в плане форму равностороннего креста. В центральной части возвышался барабан с куполом. Южный и северный входы были оформлены четырёхколонными тосканскими портиками. Над центральным (западным) входом располагалась звонница, которая обрушилась в начале 1850-х годов. В 1856 году по проекту архитектора Н. Муратова храм был расширен: была пристроена новая входная часть с двухъярусной звонницей. Рядом с храмом существовал небольшой армянский некрополь, где хоронили знаменитых нахичеванцев. При храме было открыто Успенское училище.
В 1930-х годах храм был закрыт и вскоре снесён. На базе Успенского училища открыли школу № 12, для которой построили новое здание. После войны здание расширили и открыли в нём профтехучилище № 12.